# شاغول

شاغول آویزان شده در کنار دیوار

شاغول یا شاقول یا شاهول جسم یا گلوله‌ای سنگی یا فلزی است که آن را به ریسمانی سبک می‌آویزند و بنّایان از فراز دیواری که در کار بنا کرده‌اند فروگذارند تا به راستای آن ریسمان، کجی و برآمدگی دوش دیوار را دریابند. شاغول وسیله‌ای است که طنابش عمود بر زمین است. از شاغول برای اندازه‌گیری عمق آب نیز استفاده می‌شود اما اکنون دریانوردان و ملوانان از فشارسنج یا بارومتر و سونار برای اندازه‌گیری عمق آب استفاده می‌کنند. شاغول واژه‌ای فارسی است که به عربی نیز راه یافته‌است
شاغول توسط ابوریحان بیرونی ساخته شده.

## گونه‌ها

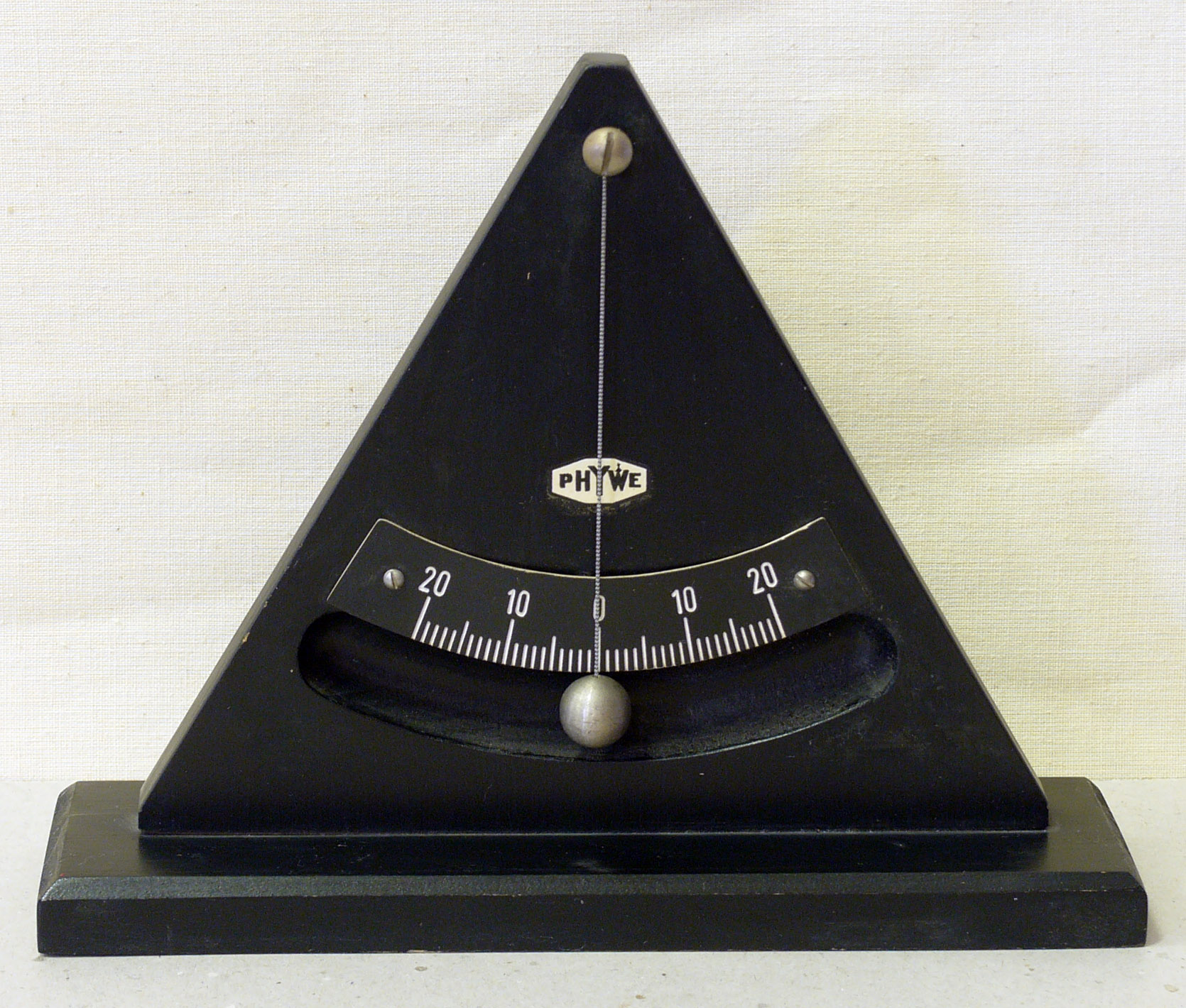
یک شاقول مدرج که به عنوان شیب‌سنج مورد استفاده قرار می‌گیرد

شاغول دارای انواع گوناگون است:
- شاغول لیزری
- شاغول سنتی